# Roda de Eresma
Roda de Eresma is een gemeente in de Spaanse provincie Segovia in de regio Castilië en León met een oppervlakte van 9,96 km². Roda de Eresma telt 186 inwoners (1 januari 2016).

## Demografische ontwikkeling
Bron: INE, 1857-2011: volkstellingen